# Pseudoneuroterus macropterus
Pseudoneuroterus macropterus är en stekelart som först beskrevs av Hartig 1843.  Pseudoneuroterus macropterus ingår i släktet Pseudoneuroterus och familjen gallsteklar. Inga underarter finns listade i Catalogue of Life.